# NPO Enyergomas
Az NPO Enyergomas, teljes nevén a V. P. Glusko akadémikus nevét viselő Enyergomas Tudományos Termelési Egyesülés (oroszul: НПО Энергомаш имени академика В.П.Глушко, magyar átírásban: NPO Enyergomas imenyi akagyemika V. P. Glusko), korábbi nevén Gázdinamikai Laboratórium Kísérleti Tervezőiroda, rövidítve GDL OKB, vagy OKB–456 szovjet, majd orosz gépgyártó vállalat, melynek fő tevékenysége a folyékony hajtóanyagú rakétahajtóművek fejlesztése és gyártása. 1946-ban hozták létre a Gázdinamikai Laboratórium tervezőirodájából. Központja a Moszkva melletti Himkiben található. 1991-től Valentyin Glusko nevét viseli. A nyílt részvénytársasági formában működő vállalat az RKK Enyergija vállalathoz tartozik. Fő egységei a tervezőiroda, a gyártóüzem és a kísérleti központ.